# 稲荷山町
稲荷山町（いなりやままち）は、長野県更級郡にあった町。現在の千曲市大字稲荷山・桑原にあたる。

## 地理
- 山：小坂山、篠山、高雄山
- 河川：千曲川、佐野川（千曲川は屋代町と、佐野川は八幡村とどちらも川を境に別の地域との境界線になっている）

## 歴史
- 1889年（明治22年）4月1日 - 町村制の施行により、更級郡稲荷山町が単独で自治体を形成。
- 1955年（昭和30年）
  - 4月1日 - 桑原村と新設合併して稲荷山桑原町（いなりやまくわばらまち）が発足。
  - 12月1日 - 稲荷山桑原町が稲荷山町に改称。
- 1959年（昭和34年）6月1日 - 八幡村・埴科郡埴生町・屋代町と新設合併して更埴市が発足。同日稲荷山町廃止。

## 交通

### 鉄道路線
町内を日本国有鉄道篠ノ井線が通過したが、駅は設置されていなかった。稲荷山駅は隣接する篠ノ井市（現・長野市）に所在した。

### 道路
- 谷街道（現・国道403号）

現在は旧村域を長野自動車道が通過するが、当時は未開通。